# Китайский сад (Сингапур)
Китайский сад (англ. Chinese Garden) — парк в китайском стиле на насыпном острове, расположенный в западной части Сингапура, в районе Джуронг-Ист на озере Джуронг. Основан компанией JTC Corporation в 1975 году.
Парк можно посетить бесплатно в любой день с шести утра до одиннадцати вечера. По мосту из него можно перейти в Японский сад. Вместе эти два парка известны как Джуронгские сады.
В парке проходят такие традиционные праздники как Китайский Новый год и Праздник середины осени.
Длина парка — 630 метров, ширина — 450 метров.

## Достопримечательности

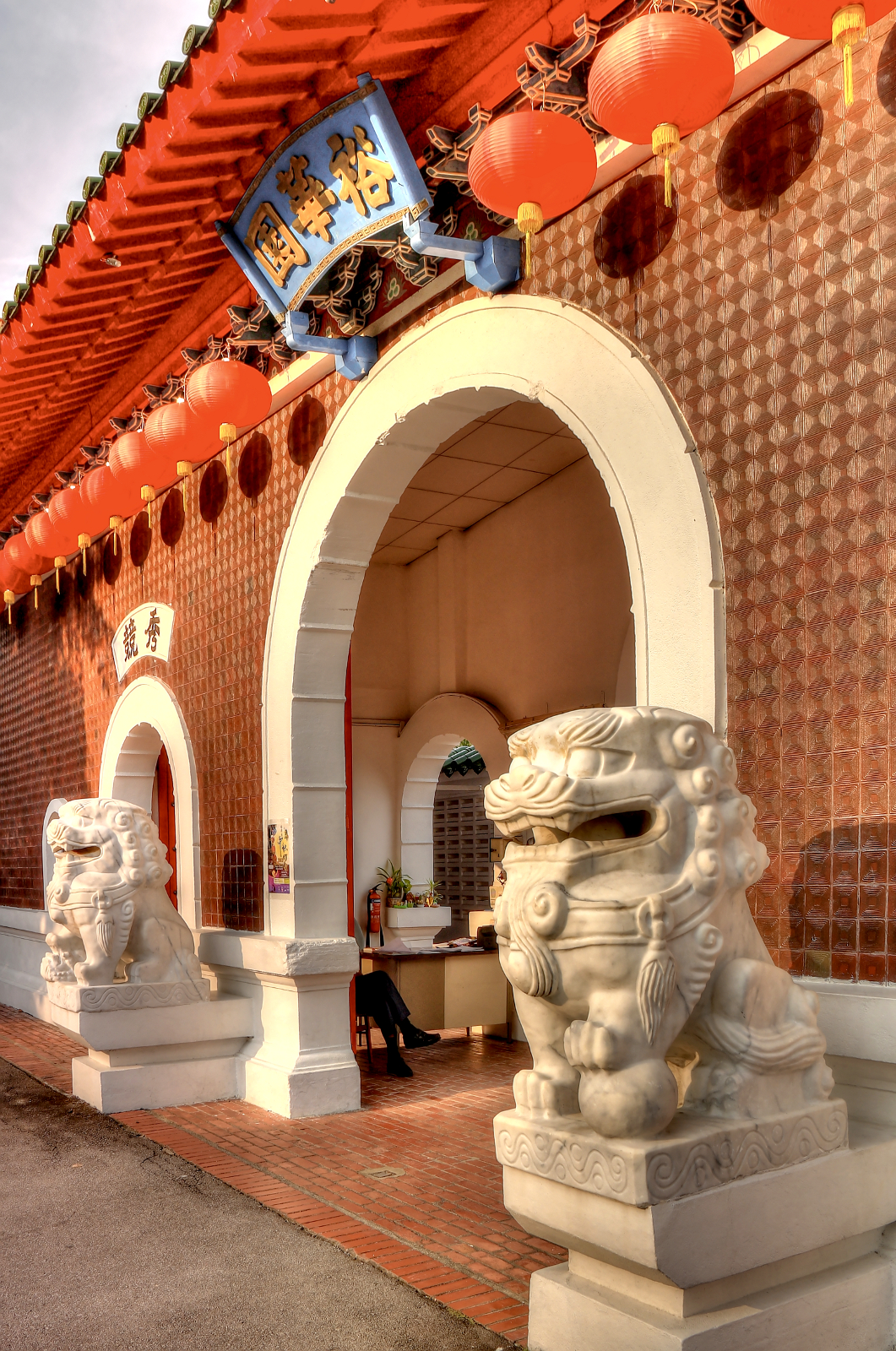
Вход в парк

### Каменный лев
У главного входа в парк посетителей встречает серая статуя льва в традиционном китайском стиле, выполненная из тайваньского мрамора. В китайской культуре лев символизирует власть и верность.

### Мосты
Мосты играют важную роль в искусстве китайского сада. Арочный мост «Белая радуга», ведущий в Японский сад, повторяет стиль моста из Летнего дворца в Пекине, но состоит не из семнадцати арок, а из тринадцати.

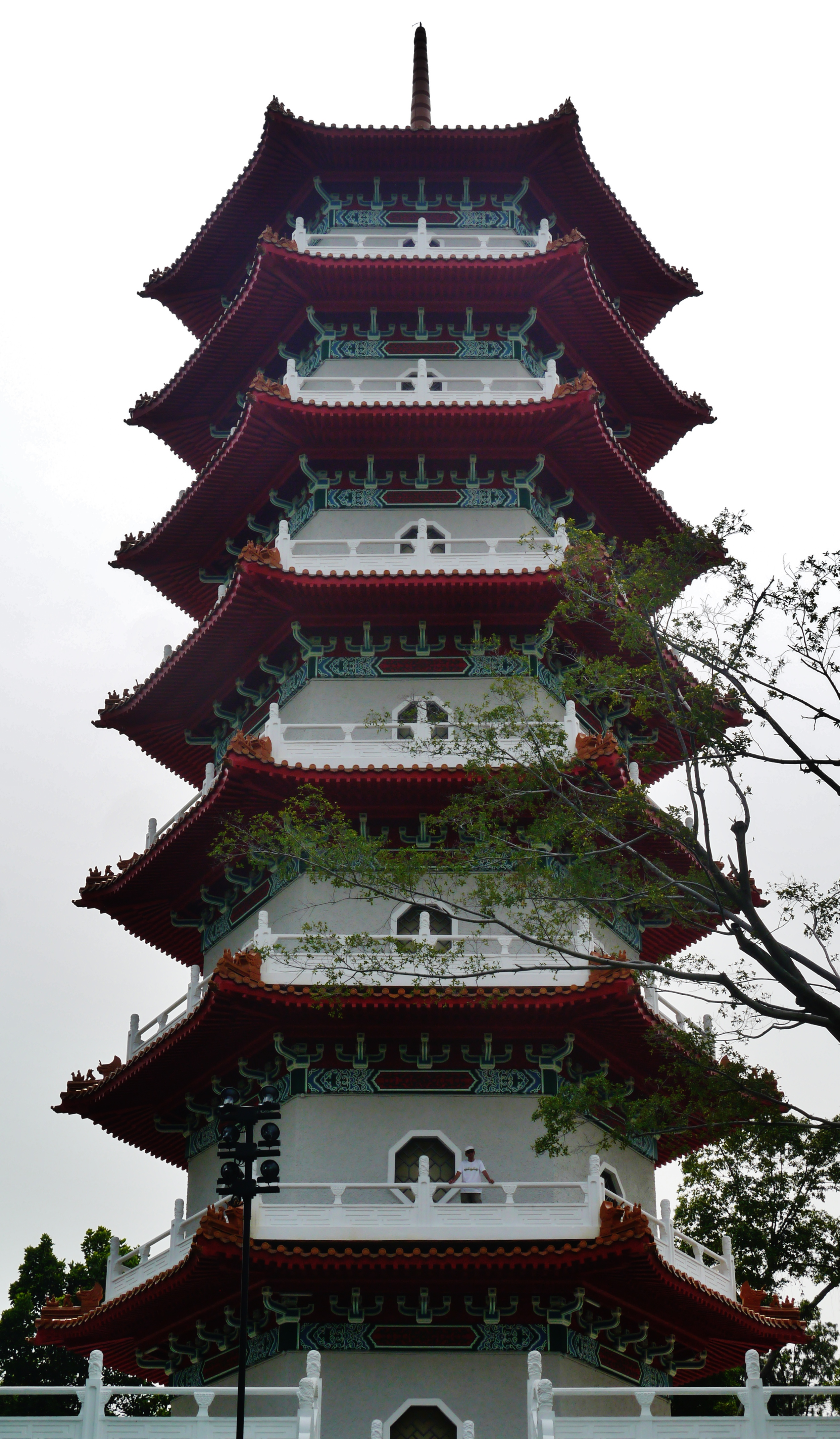
Пагода

### Пагода
Семиэтажная пагода расположена на небольшом холме. Сооружение скопировано из буддийского храма Лингу города Нанкин.

### Сад Бонсай
Эта часть сада была открыта в июне 1992 года и обошлась в 3,8 млн долларов. Здесь содержится более 2,000 растений бонсай, привезённых из Китая, Малайзии, Тайваня, Японии, Филиппин, Индонезии и Таиланда.
Здесь также проходят курсы по обучению этому искусству.

### Музей черепах
В музее содержится более 200 черепах 60 различных видов.

### Восточный вход
Этот вход расположен прямо у станции метро Chinese Garden. Войти в парк можно по мосту красного цвета. У входа располагаются четыре каменных льва.
В парке есть много других традиционных элементов китайского сада, таких как каменная лодка, чайный домик, скульптуры, деревья, арки и павильоны.